# Casa Montserrat
Pour les articles homonymes, voir Montserrat.
La Casa Montserrat est un bâtiment situé dans le District de l'Esquerra de l'Eixample à Barcelone. Construite en 1926, elle est censée être une œuvre de style éclectique. Elle a été projetée par l'architecte Manuel Sayrach i Carreras pour sa femme Montserrat Fatjó dels Xiprers i Pi. On la connaît également sous le nom de Casa Sayrach, en référence à son architecte et propriétaire.

## Description
À l'intérieur, surtout au vestibule, se trouve un décor remarquable avec différents éléments d'inspiration végétale.

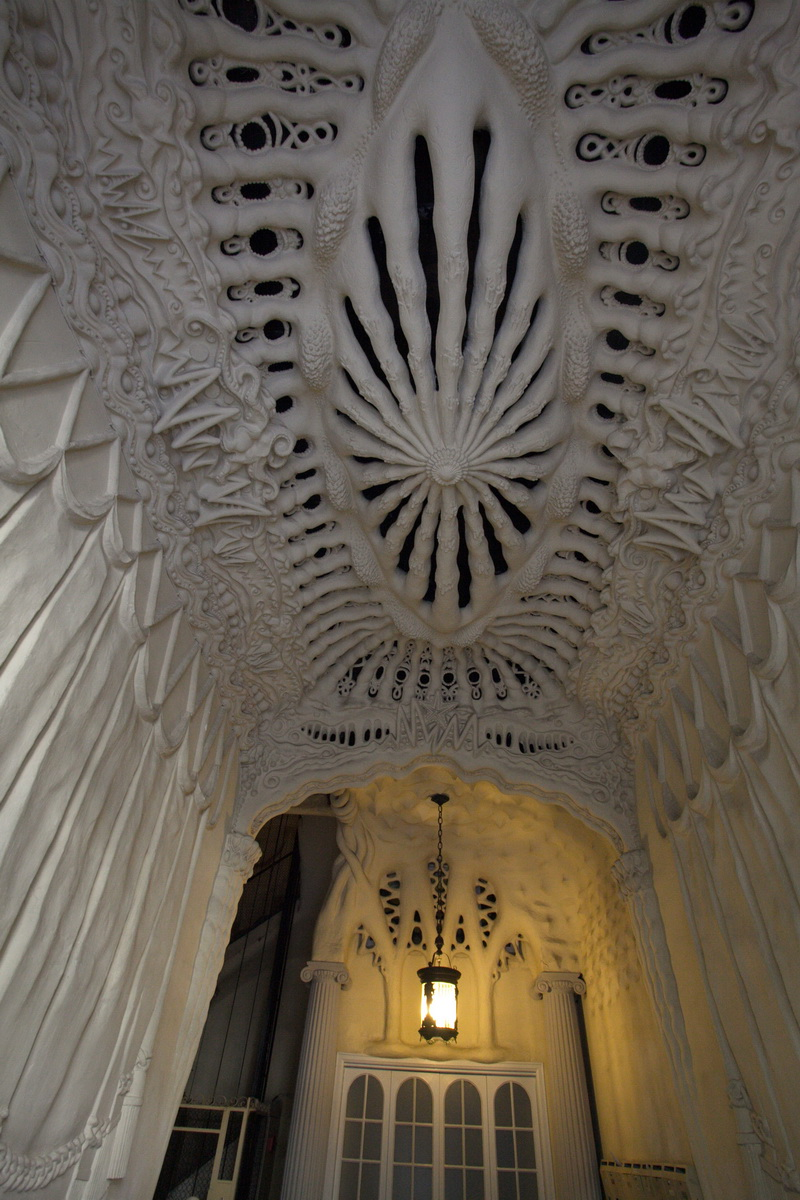
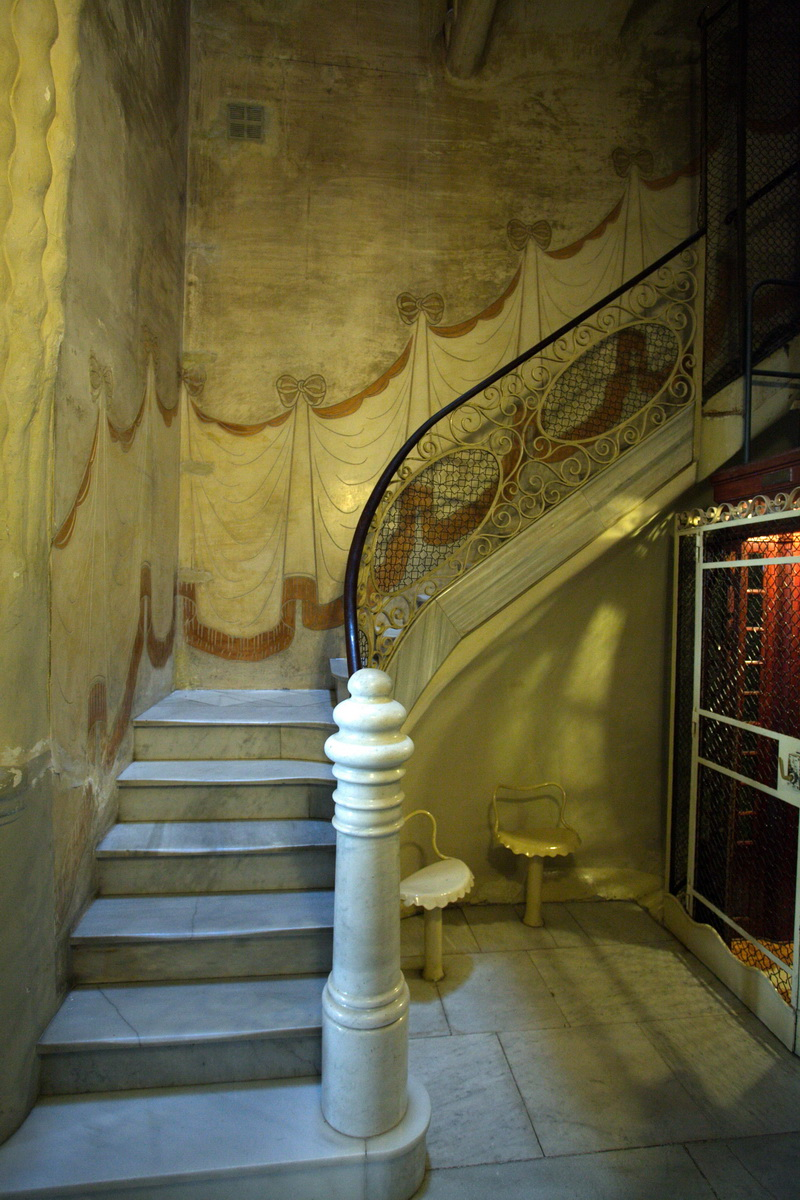
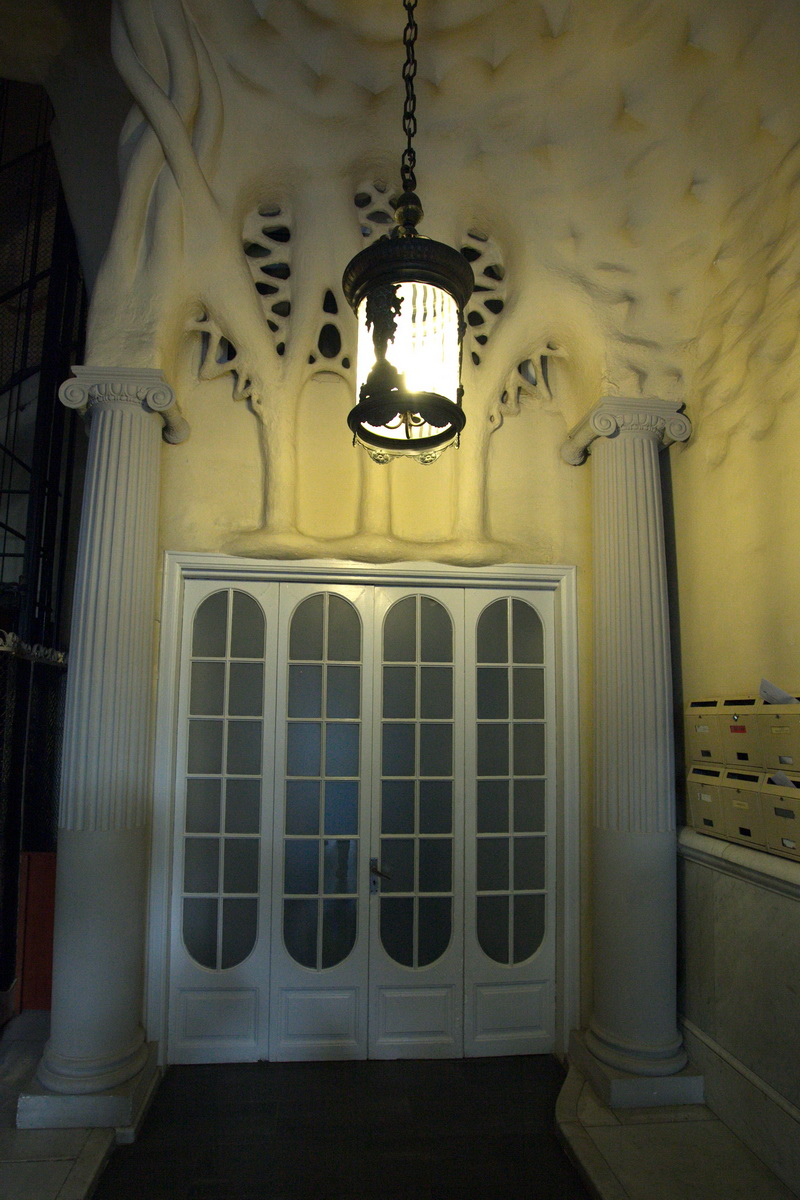
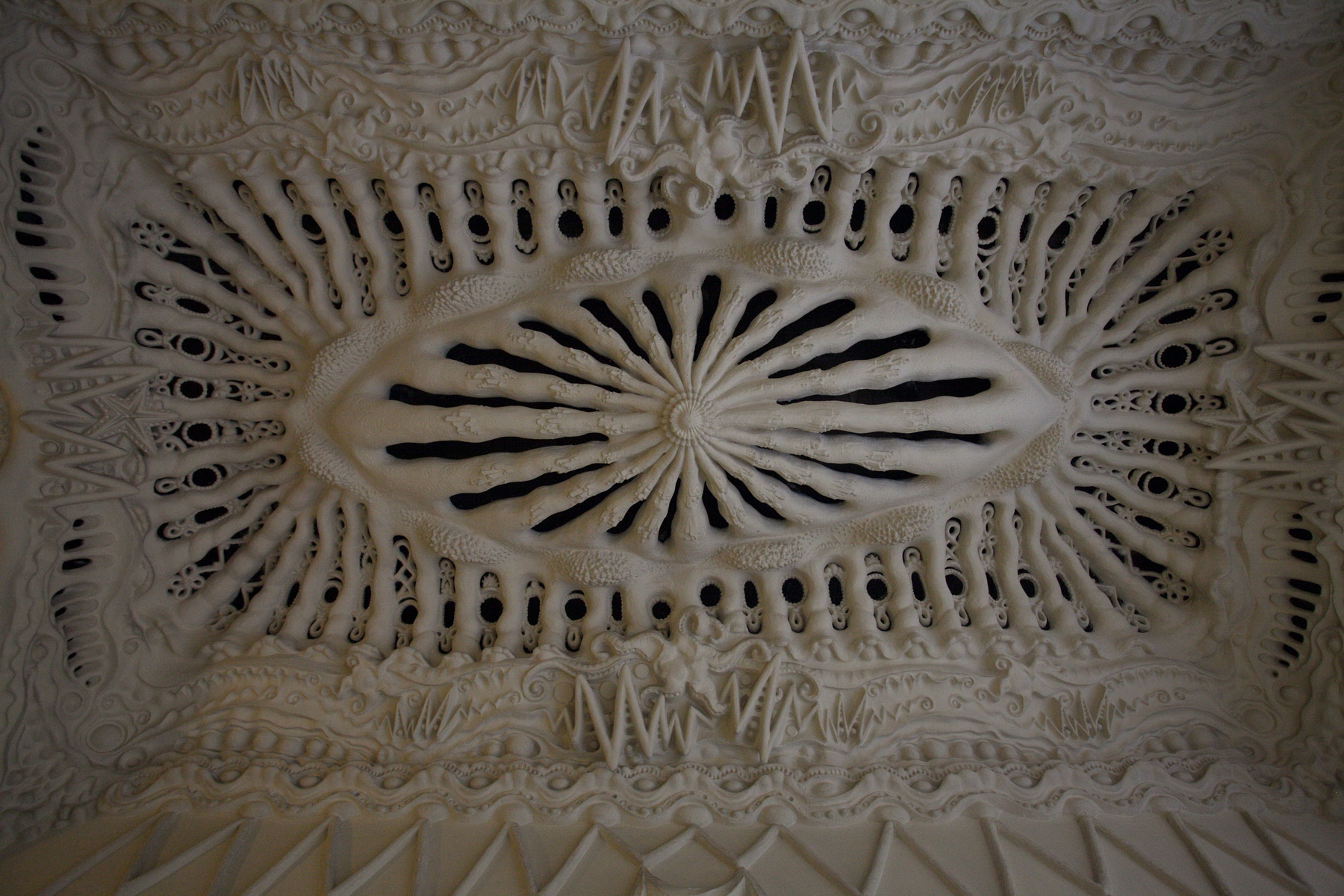
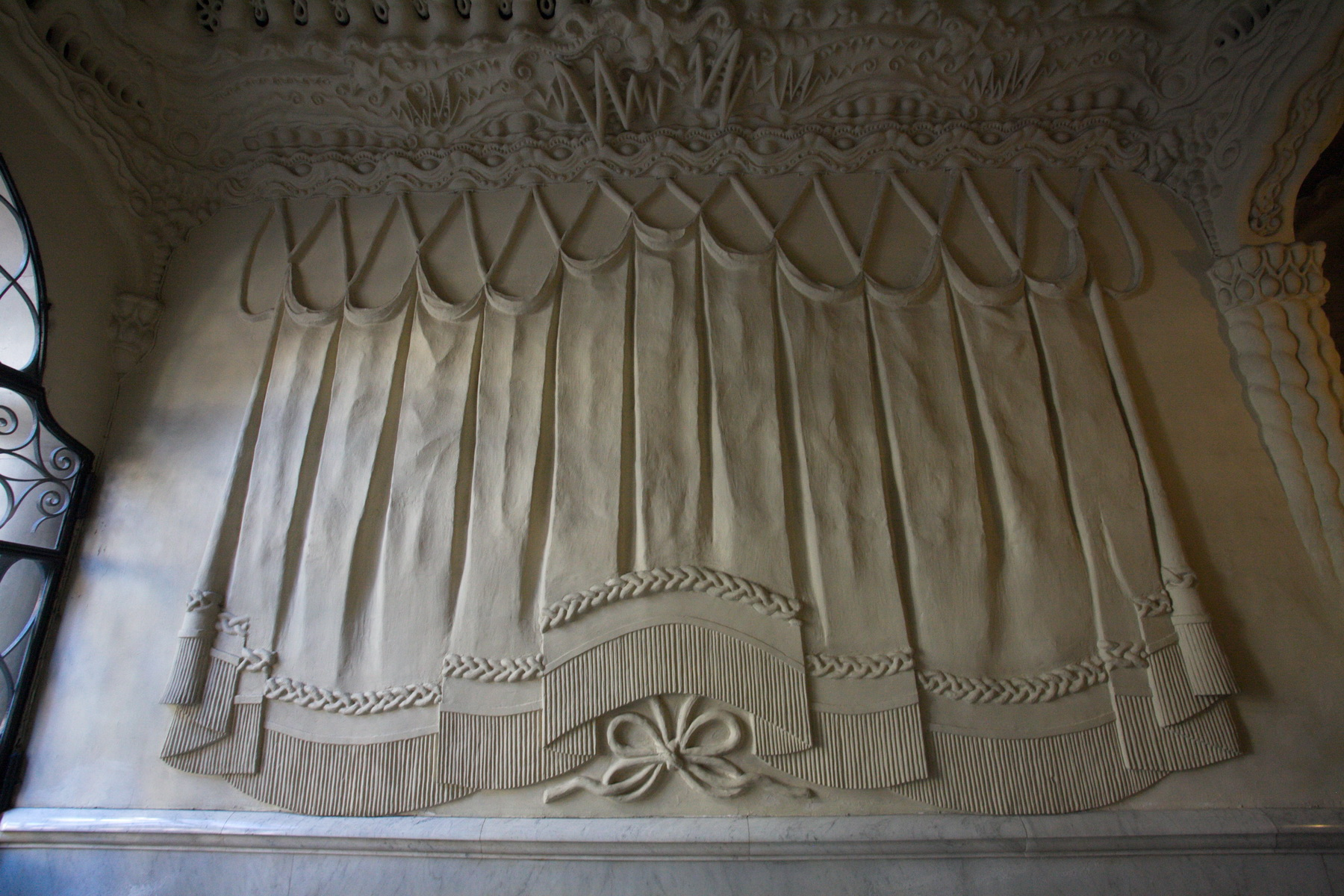